# George Grigoriu
George Grigoriu (n. 8 aprilie 1927, Brăila - d. 23 februarie 1999, București) a fost un compozitor român.

## Studii
George Grigoriu și frații săi sunt originari din Brăila. George a luat în copilărie lecții de pian, vioară și chitară. A absolvit Conservatorul din București (numit pe atunci Regal) la secția canto.

## Activitate

### Cu „Trio Grigoriu“
A activat alături de frații săi Cezar și Angel de la finele anilor cincizeci și până la jumătatea deceniului 1960 în formația Trio Grigoriu, oglindire a evoluției culturii românești între cele două decenii, de la proletcultism la o oarecare libertate (stilistica ultimelor înregistrări ale formației aduce mult cu muzica rock, o achiziție foarte nouă a muzicii românești la vremea respectivă).:p. 354

### Compozitor
În continuare, George Grigoriu s-a dedicat compoziției de muzică ușoară și muzicii de film (Dragoste la zero grade, Actorul și sălbaticii) și scenă (câteodată, în colaborare cu fratele său Cezar – Împușcături pe portativ, cu Margareta Pâslaru și Cornel Fugaru, este cea mai cunoscută colaborare a celor doi frați în postură de compozitor și regizor).
George Grigoriu a fost compozitorul care, în 1959, a creat prima piesă special pentru timbrul aparte al Margaretei Pâslaru - "Chemarea mării", cunoscută de public și ca "Și-n apa mării"; în 1960 Margareta Pâslaru înregistrează această melodie la Electrecord iar în 1961 bate toate recordurile de vânzări. Coloana sonoră a filmului Vacanță la mare a fost semnată tot de el. O operetă din palmaresul lui: "Se mărită fetele". Cristian Popescu a fost lansat tot de el cu "Ia te uită ce mai fete...". În anii 1960 s-au bucurat de un succes deosebit "Polca dragostei" și "Mandolina mea" cu Margareta Pâslaru, "Valea Prahovei" cu Ilinca Cerbacev, "De-ar fi să mă mai nasc o dată" cu Gică Petrescu, "Spre soare" cu Doina Badea (premiată la Mamaia) etc.
De-a lungul anilor, George Grigoriu o alege pe Margareta Pâslaru să-i interpreteze 29 dintre compoziții. În afară de cele deja menționate, marea artistă a mai cântat: "Aici la mine acasă", "Bună dimineața soare", "Când s-a născut dragostea", "Ce poate fi pe lume mai frumos?", "Cea mai frumoasă toamnă", "Ce-ar face?", "Cine te-a adus în calea mea", "Din toată inima", "Două inimi cântau", "E nunta de aur", "Inima mea e a ta", "Orice zi e-o primăvară", "Ram, tam, pam, pam", "Serenada tinereții", "Soarele dragostei", "Stelele", "Tangoul de sâmbătă seara", "Te iubesc așa cum ești", "Tineri în țara tinereții", "Ziua dor și noaptea dor". Trei melodii au fost interpretate de Margareta Pâslaru în filmul Tunelul: "Și tu îmi placi","Marea mea iubire" și "Unde ești". Tot Margareta a interpretat "Rața", "Nu știu ce să fac" și "Nimeni nu e vinovat" în filmul Împușcături pe portativ. 
George Grigoriu a compus marea majoritate a melodiilor pe textele a doi colaboratori: Angel Grigoriu și Romeo Iorgulescu.

### Sprijin acordat vocilor tinere
George Grigoriu a compus pentru generația Margaretei Pâslaru (artista s-a bucurat de o atenție deosebită din partea sa iar peste ani marele compozitor scria "Margareta Pâslaru - un mit al muzicii ușoare românești") și a promovat voci valoroase de muzică ușoară sau alte genuri; totuși, a continuat să ajute artiștii tineri (Luminița Dobrescu, Angela Similea, Stela Enache, Mihaela Mihai, George Enache, Mihaela Runceanu, Marina Florea). Un „elev” mai recent al lui George Grigoriu a fost cântărețul de muzică pop Fuego.

## Distincții
- Ordinul Meritul Cultural, clasa a III, în 1967.
- Cetățean de onoare al Brăilei, post-mortem, prin Hotărârea nr.303 din 30 septembrie 2005 a Consiliului Local Municipal[4]

## Muzică de film
- Vacanță la mare (1963)
- Dragoste la zero grade (1964)
- La patru pași de infinit (1964)
- Cartierul veseliei (1965)
- Dincolo de barieră (1965)
- Tunelul (1966)
- De trei ori București (1968)
- Prieteni fără grai (1969)
- Conspirația (1973)
- Departe de Tipperary (1973)
- Capcana (1974)
- Actorul și sălbaticii (1975)
- Operațiunea Monstrul (1976)
- Cianura... și picătura de ploaie (1978)
- Omul care ne trebuie (1979)
- Drumul oaselor (1980)
- Punga cu libelule (1981)
- Orgolii (1982)
- Trandafirul galben (1982)
- Misterele Bucureștilor (1983)
- Dragostea și revoluția (1983)
- Ca-n filme (1984)
- Cireșarii (1984)
- Masca de argint (1985)
- Colierul de turcoaze (1986)
- Cucoana Chirița (1987)
- În fiecare zi mi-e dor de tine (1988) - în colaborare cu Ionel Tudor
- Chirița în Iași (1988)
- Atac în bibliotecă (1993)

## Legături externe
- George Grigoriu la Internet Movie Database
- Compozitorul George Grigoriu a incetat din viata, ziaruldeiasi.ro